# Эксцентрика
Эксце́нтрика (от лат. excentricus — вне центра; отсюда — эксцентрический, эксцентричный):
1. жанр театрального, циркового, музыкального или эстрадного представления, построенный на использовании художественных эксцентрических приёмов[1];
2. в театре, цирке, кинематографе, на эстраде — художественный приём остро-комедийного и пародийного изображения действительности[2], основанный на умышленном нарушении логики и причинно-следственных связей в действиях или событиях[3], как бы причудливом смещении привычных понятий, а также использовании предметов в несвойственных им функциях[4] (например, использование бутылок, кастрюль, сковородок, вилок, ложек, различных пил, вёдер и прочей хозяйственной утвари в качестве музыкальных инструментов), в результате чего обыденные, привычные действия и жизненные явления получают неожиданное переосмысление.[5]

Эксцентрика таким образом раскрывает мир в его новых качествах и по-своему участвует в процессе обновления «застарелых», привычных образов, понятий и представлений, выходя из пределов обычного, нормального и принимая порой крайне странные, нелепые, чудаковатые, смешные, саркастические и даже эпатажные формы выражения.

## Истоки эксцентрики
Первые признаки эксцентрики, как выразительного приёма, и эксцентрического мышления проявились преимущественно в устном народном творчестве задолго до появления самого понятия «эксцентрика» — в частушках, прибаутках, анекдотах, сказках, пословицах, поговорках, в хороводных песнях и танцах, в играх, ярмарочных представлениях, скоморошестве, шутовстве. Однако и в изобразительном искусстве — в лубочных картинках, встречаются красноречивые эксцентричные образы и сюжеты, например: «Бык не захотел быть быком, да и сделался мясником», «Как мыши кота хоронили», «Медведь с козою прохлаждается», «Молодая немка кормит старого немца соской».
Первые документальные свидетельства существования шутовства (наиболее близкого к жанру эксцентрики) относятся к ранней истории становления родоплеменных отношений. Так, упоминание о царском шутнике находим в главе «Царь Птолемей» из «Естественной истории» римского писателя I века н. э. Плиния Старшего, в которой он описывает визит Апеллеса во дворец Птолемея I — царя эллинистического Египта.
Во времена раннего европейского Средневековья присутствие шута в королевском (или аристократическом) окружении становится традиционным явлением в придворной культуре. Шуты специально нанимались для разнообразных развлечений и увеселения своего господина, его семьи и двора. Круг умений и обязанностей шута был весьма широк — он должен был свободно музицировать, петь, танцевать, жонглировать, пародировать, обладать острым, ироничным и подвижным умом, чтобы сходу загадывать загадки и шарады, и придумывать невиданные поучительные или изобличающие истории. Кроме того, шуту более чем кому-либо было позволено говорить под видом шутки обо всём запрещённом и недозволенном.

… Эксцентрика отрицает всевозможные иерархические нормы и оценки, установившиеся привычки, инерцию и стереотипы мышления, устаревшие житейские формы поведения, при этом будоражит фантазию и мысль, не давая ей покрыться коростой благодушия.

В России периода Средневековья так же существовали свои традиции шутовства или ранней эксцентрики. Наиболее ярко эксцентрические элементы просматривались в уличных или ярмарочных представлениях скоморохов. Скоморохи, подобно европейским шутам, были не только музыкантами, танцорами и актёрами, но зачастую и авторами исполняемых музыкальных произведений и спектаклей.
Среди персонифицированных эксцентрических образов русского народного творчества можно выделить сказочного Ивана-дурака и балаганного потешника-пересмешника Петрушку. Если первому отводится роль доброго, мудрого, благородного героя-спасителя от разных враждебных напастей и жестоких правителей, то второй призван был высмеивать существующий порядок вещей, преувеличивая яркость изображаемых пороков остротами, дурачествами и кривляньями.
Эксце́нтрик (от фр. excentrique; ex — из, вне; centrum — центр) — артист эксцентрического жанра, чаще всего эстрадного или циркового, номер которого строится на контрасте, парадоксе, алогизме, использовании разнообразных трюков и масок. Эксцентрика требует от актёра филигранного мастерства, высочайшего уровня профессионализма, особой выразительности пластики и мимики.
Своеобразной принципиальной противоположностью эксцентрики является эквилибристика (от лат. aequilibris — находящийся в равновесии). Схожими по характеру и средствам выразительности с эксцентрикой можно считать клоунаду, шутовство, фиглярство, буффонаду, скоморошество, паясничанье, гаерство и проч.
Эксцентричным может быть не только жанр представления или артист, но и вообще человеческий характер, тип поведения или психики, в основе своей опирающийся на «отрыве от центра, или общепринятой нормы поведения» и желании не походить на всех. В основе желания «не быть как все» лежит противостояние (скрытое или явное) всему нормальному (то есть правилам, принятым обществом, большинством), которое выражается в несвойственном для нормального человека неадекватном, эпатажном поведении. В свою очередь эпатаж, как яркий приём выразительности, является основным свойством эксцентрики.:54-55

## Эксцентрика в театре
Большой вклад в распространение и развитие жанров сценической эксцентрики внесли выступления гастролирующих артистов-эксцентриков. Между зарубежными артистами происходил не только взаимный обмен секретами мастерства, но и устанавливались творческие контакты, способствующие появлению новых самобытных номеров, представлений и, конечно же, появлению новых актёров-эксцентриков. Так, например, в середине XIX века в Москве и Петербурге с большим успехом выступали пародист-эксцентрик Левассер и английские танцовщики Маджильтон.
С развитием парковой культуры развлечений в конце XIX века, в большом количестве стали появляться кафешантаны и открытые концертные площадки — эстрады, быстро приобретавшие популярность и у зрителей, и у исполнителей. Соответственно, возрастало число приезжих и гастролирующих артистов, среди которых были и эксцентрики — певцы, танцоры, мастера перевоплощения, комики, мимы, пародисты.
В 1891 году в Крестовском саду Петербурга, наряду с выступлениями английских, немецких и итальянских артистов, состоялся дебют знаменитого отечественного дуэта музыкальных эксцентриков «Бим-Бом» — Иван Радунский (Бим) и Феликс Кортези (Бом). Номера «Бим-Бома» были построены на разговоре, музыке и пении, и состояли в основном из комических сценок, злободневных репризных диалогов, акробатических трюков, музыкальных пародий и игры на музыкально-эксцентрических инструментах. Для своих выступлений артисты сами изобретали «музыкальные» инструменты: сковорода, метла, пила, пюпитр, визитные карточки и бутылки превращались в их руках в источник мелодичных звуков. Огромный успех дуэта способствовал появлению большого числа подражателей, многие пытались копировать их, но так и оставались всего лишь «копиями».
Также эксцентрические трюки использовали многие известные куплетисты — автор-исполнитель монологов, песен, куплетов Сергей Сокольский (Ершов), гротеск-комик В. Правдин, эксцентрик-юморист Николай Морской, певец, чтец, актёр Леонид Утёсов.
В первые два десятилетия XX века значительным событием в искусстве эксцентрики становятся выступления русского автора-куплетиста, композитора, поэта и мима-эксцентрика М. Н. Савоярова, заслужившего неформальное звание «Короля Эксцентрики». Именно он впервые в России вывел на эстраду авторский эксцентрический стиль исполнения, кардинально отличавшийся от циркового и театрального. Отличительной чертой артистического стиля Савоярова было обаяние живого исполнения, пластичность, тонкая нюансировка, природная музыкальность и гибкость, способность к мгновенному перевоплощению, умение дополнять пение танцем и мимической репризой. Творчество Савоярова высоко ценил Александр Блок, состоявший с ним в приятельских отношениях и часто бывавший на его представлениях. Из записных книжек Блока известно, что он специально водил свою жену Любовь Дмитриевну на выступления Савоярова для того, чтобы она поняла, в каком стиле и с какой интонацией следует читать поэму «Двенадцать». Блок ставил ей в пример выразительную, грубую, эксцентричную и, временами, эпатажную игру Савоярова и считал, что эту поэму нужно читать именно так, как это делал Савояров, «по-савояровски».

«Двенадцать» — ироническая вещь. Она написана даже не частушечным стилем, она сделана «блатным» стилем. Стилем уличного куплета вроде савояровских.
— Шкловский В. Б. Гамбургский счёт: Статьи, воспоминания, эссе. (1914—1933).
Манеру исполнения артиста высоко оценил и Всеволод Мейерхольд, несколько раз приходивший вместе с Блоком на концерты Савоярова в период работы над блоковской драмой «Балаганчик». Постановка Мейерхольда не до конца устраивала Блока, и он в очередной раз убеждался в том, что савояровский балаганчик был «куда лучше нашего».
Стиль и образ М. Н. Савоярова оказал большое влияние на следующие поколения артистов-эксцентриков. В 1930-е годы в Ленинграде и Москве многие артисты брали у него уроки. Среди известных учеников Савоярова тех лет можно назвать Аркадия Райкина, который помимо обучения пользовался его личными связями и поддержкой.:232 Райкин начинал свою карьеру именно как музыкальный эксцентрик и танцор-мим, а первая слава, признание и звание лауреата на Всесоюзном конкурсе артистов эстрады были завоёваны танцевально-мимическим номером «Чаплин». В конце 1930-х годов Савояров дал несколько уроков Александру Менакеру, «савояровская школа эксцентрики» наглядно проявилась также в сценической манере Андрея Миронова (сына Менакера), в исполнении которого большой популярностью пользовались савояровские «Трубачи» и некоторых музыкальных ролях молодого Константина Райкина в театре и кино.
В начале 1920-х годов в России приёмы и принципы эксцентрики стали активно использовать в своих театральных постановках режиссёры Всеволод Мейерхольд, Сергей Эйзенштейн, Григорий Козинцев, Леонид Трауберг, Николай Фореггер, Сергей Радлов, Евгений Вахтангов, Александр Таиров.

… Эксцентризм основан на выборе впечатляемых моментов и на новой, не автоматической их связи. Эксцентризм — это борьба с привычностью жизни, отказ в её традиционном восприятии и подаче".
— Шкловский В. Б. О рождении и жизни фэксов // Недоброво В. ФЭКС. -- М.; Л., 1928. С. 5--6.
В это же время начинает формироваться сильная актёрская школа эксцентрического искусства, среди ярких представителей которой Сергей Мартинсон, Игорь Ильинский, Николай Черкасов, Борис Чирков, Эраст Гарин, Александр Бениаминов. Многие из актёров драматического театра выступали с эксцентрическими номерами и на эстраде. Например, эксцентрические танцы ставил в своей Мастерской (Мастфоре) Фореггер. На эксцентрике в чистом виде строилось всё творчество синеблузников, сформировавшее таких актёров, как Лев Миров и Борис Тенин.
Среди эстрадных артистов эксцентрика была определяющей в сценическом стиле любимца ленинградской публики, клоуна, куплетиста и фельетониста Василия Гущинского, комика-эксцентрика Алексея Матова (Стрелкова). По совету Мейерхольда Игорь Ильинский брал у него уроки, работая над ролью Аркашки в комедии А. Н. Островского «Лес».
К 1930-м годам, в связи с ориентацией на психологический театр, эксцентрика на эстраде за исключением музыкальных номеров джазовых коллективов (например, «Музыкальный магазин» в «Теаджазе» Утёсова и др.) была вытеснена с широкой сцены и осталась преимущественно в цирковых и оригинальных жанрах: акробатике, эквилибристике, жонглировании, иллюзии, пантомиме.

## Эксцентрика в литературе и искусстве

### Эксцентрика в кино
В СССР наиболее известным кинорежиссёром, успешно применявшим принципы эксцентрики в кинематографе был Леонид Гайдай. Его знаменитые эксцентрические комедии «Операция «Ы» и другие приключения Шурика» (1965), «Кавказская пленница, или Новые приключения Шурика» (1967), «Бриллиантовая рука» (1969) и другие пользуются успехом до сих пор. Видеоряд фильмов Гайдая строится на основе невероятных с точки здравого смысла эпизодов. В его фильмах эксцентрика создана благодаря таким актёрам, как Алексей Смирнов, Георгий Вицин, Юрий Никулин, Евгений Моргунов, Андрей Миронов, Анатолий Папанов, Наталья Селезнёва, Наталья Варлей, Владимир Этуш, Светлана Светличная, Фрунзик Мкртчян и другим известным артистам. Основополагающий принцип эксцентрики уже лежит в работе сценаристов Якова Костюковского и Мориса Слободского и режиссуре Леонида Гайдая.

### Комментарии
1. ↑  Пластика в танце и в сценическом искусстве — общая гармония, согласованность движений и жестов; одна из обязательных дисциплин в театральных вузах.
2. ↑  Радунский Иван Семенович (1872—1955) — музыкальный клоун, заслуженный артист РСФСР (1939). Создатель и участник знаменитого дуэта Бим-Бом, просуществовавшего (с перерывами) с 1891 по 1946 (партнёры Ф. Кортези, М. А. Станевский и др.). Номера состояли из комических сценок, диалогов на злободневные темы, игры на музыкально-эксцентрических инструментах, акробатических трюков, музыкальных пародий.
3. ↑  Матов (Стрелков) Алексей Михайлович (1883—1942, Ленинград) — эстрадный артист, куплетист, эксцентрик. Его эксцентрическая природа комедийного дарования находила выражение в оригинальных номерах: обладая вокальными данными широкого диапазона от нижнего «ля» до «ми» третьей октавы, Матов имитировал женский голос; выходя на эстраду в женском костюме и парике, исполнял партии колоратурного сопрано («Соловей» А. А. Алябьева), трюк разоблачался только в конце; изображал уличную певицу и под шарманку пел женским голосом «Пой, ласточка, пой»; выступал с пародиями, в частности на оперу «Кармен». Владел также художественным свистом, звукоподражанием, танцевал, руководил «комическим хором», исполнял злободневные монологи и сатирические куплеты. Во время исполнения номера мог неожиданно с визгом промчаться по сцене, прокукарекать, сохраняя при этом полнейшую невозмутимость.